# Robert Ier (roi d'Écosse)
Pour les autres membres de la famille, voir Famille Bruce.
Pour les articles homonymes, voir Robert Ier, Robert Bruce et Bruce.
Robert Ier, également appelé Robert Bruce (Robert de Brus en anglo-normand, Roibert a Briuis en gaélique écossais, Robert the Bruce en anglais), est roi d'Écosse de 1306 à 1329. Robert Bruce est né le 11 juillet 1274, probablement (mais sans certitude) au château de Turnberry (en), et mort le 7 juin 1329 à Cardross. Il joue un rôle important dans la résistance écossaise à l'Angleterre durant les guerres d'indépendance de l'Écosse et reste considéré comme un héros national.
Membre de la maison de Bruce, il est le fils du comte de Carrick Robert de Bruce et le petit-fils du seigneur d'Annandale Robert de Bruce, candidat malheureux au trône écossais lors de la crise de succession écossaise de 1290-1292. En 1297, le jeune Robert Bruce participe à la révolte de William Wallace contre le roi anglais Édouard Ier. Il est nommé Gardien de l'Écosse en 1298 aux côtés de son rival, le seigneur de Badenoch, John III Comyn, mais démissionne deux ans plus tard et se soumet à Édouard Ier en 1302, sans pour autant renoncer aux droits sur le trône qu'il estime détenir.
Le 10 février 1306, Robert Bruce assassine John Comyn dans l'église franciscaine de Dumfries, un geste qui lui vaut la haine de la famille Comyn et l'excommunication du pape. Il revendique la couronne et se fait couronner roi à Scone le 25 mars. Il parvient à soumettre ses adversaires à l'intérieur du royaume et résiste avec succès aux armées anglaises, contre lesquelles il remporte une victoire décisive à la bataille de Bannockburn, en 1314. Les troupes écossaises passent ensuite à l'offensive dans le nord de l'Angleterre, ainsi qu'en Irlande. La Déclaration d'Arbroath de 1320, envoyée au pape par les principaux barons écossais, affirme l'indépendance du royaume. Le roi anglais Édouard III la reconnaît en 1328 par le traité d'Édimbourg-Northampton.
Robert meurt en 1329, dans sa vingt-quatrième année de règne. Son fils David II lui succède sur le trône. Le corps de Robert Bruce est inhumé en l'abbaye de Dunfermline, à l'exception de son cœur, enterré à l'abbaye de Melrose.

## Origine familiale
Robert (VII) Bruce est l'héritier d'une lignée issue du baronnage anglo-normand implantée en Écosse depuis le règne de David Ier. Son grand-père Robert (V) de Bruce est le fils et homonyme de Robert (IV) de Bruce, 4e lord d'Annandale, et d'Isabelle (morte en 1251), la seconde fille de David de Huntingdon, le frère des rois Malcolm IV et Guillaume Ier d'Écosse. C'est de sa mère qu'il tient ses prétentions au trône d'Écosse qui lui vaudront lors de la Crise de succession écossaise son surnom de « Compétiteur ». Robert (VII) est le fils aîné de Robert (VI) de Bruce (mort en 1304), comte de Carrick, et Margaret de Carrick (morte en 1292), comtesse de Carrick de jure. Il naît au château de Cardross sur le Firth of Clyde.

## Gardien du royaume et prétendant

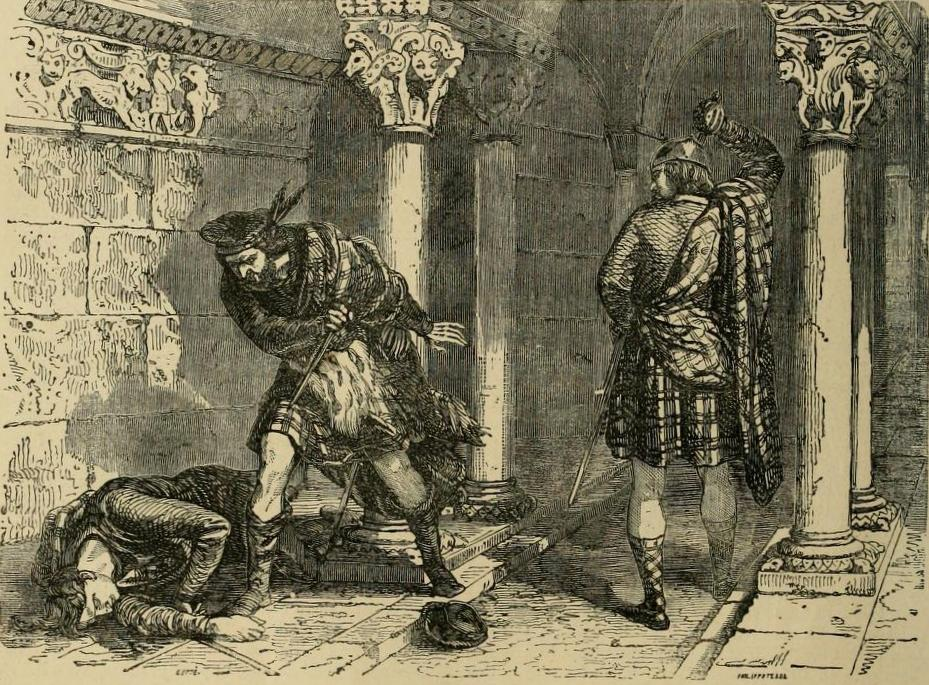
La Mort de John Comyn dans l'église des franciscains de Dumfries, telle que représentée au XIXe siècle par Félix Philippoteaux.

De la famille des Bruce, il hérite du titre de comte de Carrick à la mort de sa mère. Il reconnaît pendant longtemps la suzeraineté du roi Édouard Ier d’Angleterre qui le fait baron Bruce d'Anandale dans la pairie d'Angleterre en 1295. Lors de l'insurrection de William Wallace, il mène la révolte dans le Carrick en mai 1297 mais, vaincu à Irvine avec Robert Wishart, l'évêque de Glasgow, et James Stuart, le grand sénéchal, par les troupes de Robert de Clifford, il fait sa soumission dès juillet.
Robert Bruce exerce la fonction de gardien de l'Écosse conjointement avec John III Comyn à partir du second semestre de 1298, malgré la présence de William de Lamberton (mort en 1328), évêque de St Andrews. La tension entre les deux hommes est telle que Robert Bruce renonce à sa charge, lors du « Parlement » de Rutherglen le 10 mai 1300 et il est remplacé par Ingram de Umfraville. En janvier 1302, Robert Bruce accepte « la Paix » proposée par le roi d'Angleterre et se soumet à lui. Peu après, avant le 16 février, il épouse en secondes noces Élisabeth de Bourg, une fille du comte d'Ulster. La paix conclue entre le royaume de France et l'Angleterre le 20 mai 1303 ayant exclu l'Écosse, la plupart des nobles écossais acceptent l'année suivante de se soumettre à Édouard Ier.
Devenu le chef de sa maison après la mort de son père et après une rencontre secrète avec l'évêque William Lamberton, le 11 juin 1304, Robert Bruce décide de faire valoir ses droits au trône d'Écosse. Lors d'une entrevue à Dumfries le 10 février 1306, il tue John Commyn, devenu son rival potentiel, qui protestait contre la spoliation des droits de son parent Jean d'Écosse et refusait de lui apporter son soutien.

## Conquête du royaume
Robert Bruce est couronné roi d'Écosse à Scone le 25 mars 1306 par ses partisans dont Isabelle de Fife, John Strathbogie, comte d'Atholl, Malcolm II, comte de Lennox, et Alan Stuart, comte de Menteith, qui étaient sans doute accompagnés de Donald II de Mar, comte de Mar, un jeune enfant neveu du roi Robert Ier dont il était le tuteur. Henry, abbé de Scone, et trois évêques participent à la cérémonie ; William de Lamberton, Robert Wishart, évêque de Glasgow, et David Murray, évêque de Moray.
Après avoir été battu par Aymar de Valence, comte de Pembroke, à la bataille de Methven dès le 19 juin suivant et vaincu lors du combat de Dail Righ (juillet ou 11 août) par les forces d'Alexandre MacDougall, un parent de Commyn, le nouveau roi doit se cacher et se faire passer pour mort. Robert Bruce fuit Dunaverty (en) et se réfugie en septembre dans les Hébrides intérieures, le domaine d'Angus Og MacDonald, seigneur d'Islay, qui deviendra ensuite son fidèle allié.
En février 1307, il débarque dans son comté de Carrick. Début mai, il progresse à travers l'Ayrshire et, avec l'aide de ses partisans locaux, il repousse l'armée de chevaliers d'Aymar de Valence lors du combat de Loudon Hill le 10 mai. Profitant de la mort d'Édouard Ier le 7 juillet suivant près de Carlisle, il se rend maître de presque tout le Sud de l’Écosse.
Entre l'automne 1307 et l'été 1308, Robert Bruce mène campagne contre ses ennemis des Highlands du Nord de l'Écosse. Il bat John Comyn, 7e comte de Buchan, à Inverurie le 23 mai 1308. William (II) Ross, comte de Ross, accepte alors de le reconnaître comme roi en octobre 1308. Robert Bruce mène ensuite campagne en Argyll et au Galloway entre août et septembre 1309. Le 24 février 1309 le clergé d'Écosse se prononce en faveur de sa légitimité comme roi.
Édouard II, le nouveau roi d'Angleterre, n'intervient en Écosse qu'à partir de septembre 1310. Après avoir signé à Inverness le 29 octobre 1312 un traité d'amitié avec Håkon V de Norvège, le frère et successeur d'Éric II de Norvège, en 1313, Robert Bruce s'empare de Perth (7-8 janvier) de Dumfries (7 février) et de l'île de Man (18 mai-18 juin). En février 1314, James Douglas prend la forteresse de Roxburgh, et le 14 mars, Thomas Randolph le château d'Édimbourg. Robert Bruce remporte une victoire décisive contre les Anglais le 24 juin 1314 lors de bataille de Bannockburn, près de Stirling.

## Exercice du pouvoir
Afin d'assurer la pérennité de sa dynastie, Robert Bruce, sans héritier mâle fait désigner à Ayr le 27 avril 1315, comme successeur son frère Édouard Bruce au détriment de sa fille Marjorie dont il préserve néanmoins les droits et ceux de ses éventuels descendants en cas de décès d'Édouard.
Entre janvier et mai 1317, Robert Bruce mène en personne mais sans grand succès une campagne en Ulster afin d'appuyer son frère cadet Édouard Bruce, qui s'était fait reconnaître comme roi d'Irlande en 1315. En juin 1318, le pape excommunie Robert Bruce et place l'Écosse sous interdit. Le 3 décembre 1318, après la mort au combat en Irlande de son frère Édouard, son successeur désigné depuis 1315, Robert Bruce qui est toujours sans héritier mâle fait reconnaître par les prélats, les comtes et les barons, les droits à la succession de son petit-fils Robert Stuart, le fils de sa défunte fille Marjorie « de bonne mémoire » et de Walter Stuart. Une trêve de 2 ans est négociée le 25 décembre 1319.
Le 6 avril 1320, par la déclaration d'Arbroath, la noblesse d'Écosse quasi unanime intervient auprès du pape Jean XXII dans le but de confirmer le statut de l'Écosse en tant que nation indépendante et souveraine et de justifier le recours aux forces armées si elle se trouvait injustement attaquée. Des pourparlers de paix avec l'Angleterre à Bamburgh en mars-avril 1321 restent sans suite et en août-septembre 1322, Édouard II d'Angleterre mène sans succès sa dernière campagne contre l'Écosse et Robert Ier répond en conduisant en octobre des raids de représailles dans le nord du Yorkshire. Une trêve de 13 ans est finalement conclue le 30 mai 1323.
En janvier 1324, la papauté reconnaît le titre royal à Robert Ier et ce dernier par le traité de Corbeil en 1326 renouvelle l'alliance avec la France. Le 15 juillet 1326, la succession du trône est dévolue au fils du roi le jeune David et ensuite à son petit-fils Robert Stuart.
Après la déposition d’Édouard II (20 janvier 1327) et le couronnement de son fils Édouard III d'Angleterre, ce dernier, pour répondre à un raid écossais contre Duhram (15 juin), mène une expédition jusqu'à Allendale (31 juillet). En août, Édouard III se retire à York. Les Écossais envahissent alors de nouveau le Northumberland en août-septembre 1327. Le conflit avec l'Angleterre s'achève par des négociations en octobre-novembre 1327 qui débouchent par la signature du traité d'Édimbourg-Northampton en mars 1328 qui reconnaît l’indépendance de l’Écosse et le titre royal de Robert Bruce.
Robert Ier Bruce meurt, l'année suivante, au château de Cadroos près de Dumbarton (Écosse). Il sera inhumé à l'abbaye de Dunfermline. Sa dynastie s'éteint en 1371. Il est le héros du poème épique The Brus composé vers 1380 par John Barbour d'Aberdeen.

## Unions et descendance
Robert Bruce eut deux épouses :

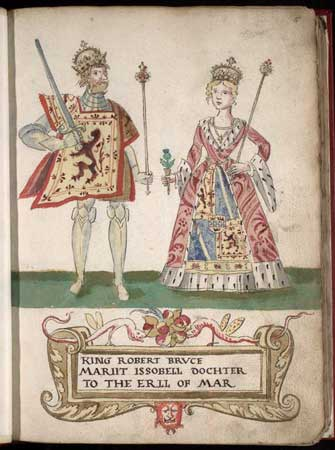
et Isabelle de Mar.

1. vers 1295 : Isabelle de Mar, fille de Donald Ier, comte de Mar, avec laquelle il eut :
  - Marjorie Bruce, née en 1296 et morte en couches le 2 mars 1316, épouse Walter Stuart (6e grand sénéchal d'Écosse), mort en 1326 ;
2. vers 1302 : Élisabeth de Bourg, morte le 26 octobre 1327, fille de Richard le Jeune, comte d'Ulster, avec laquelle il eut :
  - David II d'Écosse,
  - Jean, son jumeau, mort en enfance,
  - Marguerite, épouse en 1342 de William (IV) 5e comte de Sutherland,
  - Matilda, épouse de Thomas Isaac, écuyer, de Dunfermline.

Robert Ier eut également plusieurs enfants illégitimes dont :
- Robert Bruce, seigneur de Liddesdale, tué lors de la bataille de Dupplin Moor.

## Découverte de sa tombe
Le 17 février 1818, les ouvriers qui inaugurent la nouvelle église paroissiale construite sur le site du chœur oriental de l'abbaye de Dunfermline découvrent une chapelle sous l'emplacement de l'ancien maître-autel de l'abbaye. La voûte a été couverte par deux grandes dalles formant une pierre tombale, et une pierre plus grande de 182 cm de longueur, avec six anneaux ou poignées de fer fixés sur elle. Cette voûte mesurait 214 cm de longueur, 56 cm de largeur et 45 cm de profondeur. Dans la voûte, à l'intérieur des restes d'un cercueil de chêne pourri, il y avait un corps entièrement enfermé dans du plomb. Au-dessus du crâne, le plomb avait la forme d'une couronne. Des fragments de marbre et d'albâtre avaient été trouvés dans les débris autour du site de la voûte plusieurs années plus tôt, qui étaient liés à l'achat enregistré par Robert Bruce d'un tombeau de marbre et d'albâtre fait à Paris. La Cour de l'Échiquier (en)  ordonne alors que la voûte soit préservée de toute inspection supplémentaire et surveillée par des agents, et qu'une fois les murs de la nouvelle église construits autour du site, une investigation de la voûte et les restes pourrait avoir lieu. Par conséquent, le 5 novembre 1819, celle-ci débuta. La toile de linceul d'or et la couverture en plomb s'étaient rapidement dégradées depuis que la voûte avait été ouverte 21 mois plus tôt. Le corps a été placé sur un panneau en bois de cercueil sur le bord de la voûte. Il a été constaté qu'il était recouvert de deux fines couches de plomb d'environ 5 mm d'épaisseur chacune. Le plomb a été retiré et le squelette a été inspecté par James Gregory et Alexander Monro, professeurs d'anatomie à l' Université d 'Edimbourg. Le sternum était scié de haut en bas, ce qui avait permis de retirer le cœur du roi après sa mort. Un moulage en plâtre du crâne a été réalisé par l'artiste William Scoular. Les os ont été mesurés et dessinés, et la longueur du corps a été établie à 180 cm. Il a été estimé que Bruce pouvait avoir atteint environ 6 pieds 1 pouce (185 cm) de haut dans sa jeunesse, ce qui, selon les normes médiévales, était impressionnant.
Le squelette, posé sur la planche de bois, fut ensuite placé sur le sommet d'un cercueil en plomb et une grande foule de curieux qui s'étaient rassemblés devant l'église fut autorisée à défiler devant la voûte pour voir les restes du roi. C'est à ce stade de la procédure que certaines petites reliques - les dents et les os des doigts - auraient été enlevées du squelette. Les récits publiés de témoins oculaires tels que Henry Jardine et James Gregory confirment l'enlèvement de petits objets à ce moment. Les restes de Robert Bruce ont été déplacés pour être déposés dans l'abbaye de Dunfermline, dans un nouveau cercueil en plomb.
Un certain nombre de reconstitutions du visage de Robert Bruce ont été réalisées, y compris celles de Richard Neave de l'Université de Manchester, ou celles du projet réunissant Peter Vanezis et Martin McGregor (Université de Glasgow) et Caroline Wilkinson (Université John Moores de Liverpool).

## Blasons
Robert Ier d'Ecosse appartenait à la branche écossaise de la Maison de Bruce, lords d'Annandale. Avant son couronnement, son blason personnel (D'or au sautoir de gueules, au chef du même chargé d'un léopard d'or) est donc dérivé de celui de ses ancêtres (d'or au sautoir de gueules, au chef du même).
Après son couronnement il reprend le blason des rois d'Ecosse : D'or au lion rampant de gueules, armé et lampassé d'azur, au double trescheur fleuronné et contre-fleuronné du second. 

Blason de famille de Bruce
Blason de Robert VII d'Annandale (av. 1306)
Blason de Robert Ier d'Ecosse (ap.1306)

## Culture populaire
- Robert Bruce (1846) est un opéra-pastiche sur des musiques de Gioachino Rossini.
- Une marche militaire, La marche des soldats de Robert Bruce, inspirée de l'ancien hymne écossais Scots Wha Hae et composée au début du XXe siècle par Léonce Chomel, est utilisée par l’armée française pour ses défilés[15].
- En 1948, dans le film Danny, le petit mouton noir, mélangeant animation et prises de vues réelles, Walt Disney Pictures met en scène Robert Bruce pour illustrer un discours sur la ténacité.
- Robert Bruce apparaît au cinéma en 1995 sous les traits de l'acteur écossais Angus Macfadyen dans le film Braveheart réalisé par Mel Gibson. L'acteur reprend le rôle des années plus tard dans Robert the Bruce de Richard Gray, sorti en 2019.
- Robert Bruce est annoncé en janvier 2018 comme un personnage jouable du jeu vidéo Civilization VI de Sid Meier, dans le cadre de l'extension Rise and Fall (extension ajoutant des rythmes de prospérité et de déclin à l'empire contrôlé par le joueur). Accompagné principalement des musiques Scotland the Brave et Bonnie Dundee, il devient un personnage jouable dans le courant de l'année 2018.
- Chris Pine interprète Bruce dans le film Outlaw King : Le Roi hors-la-loi film réalisé par David Mackenzie diffusé sur Netflix en 2018.